# Bodega Harbor

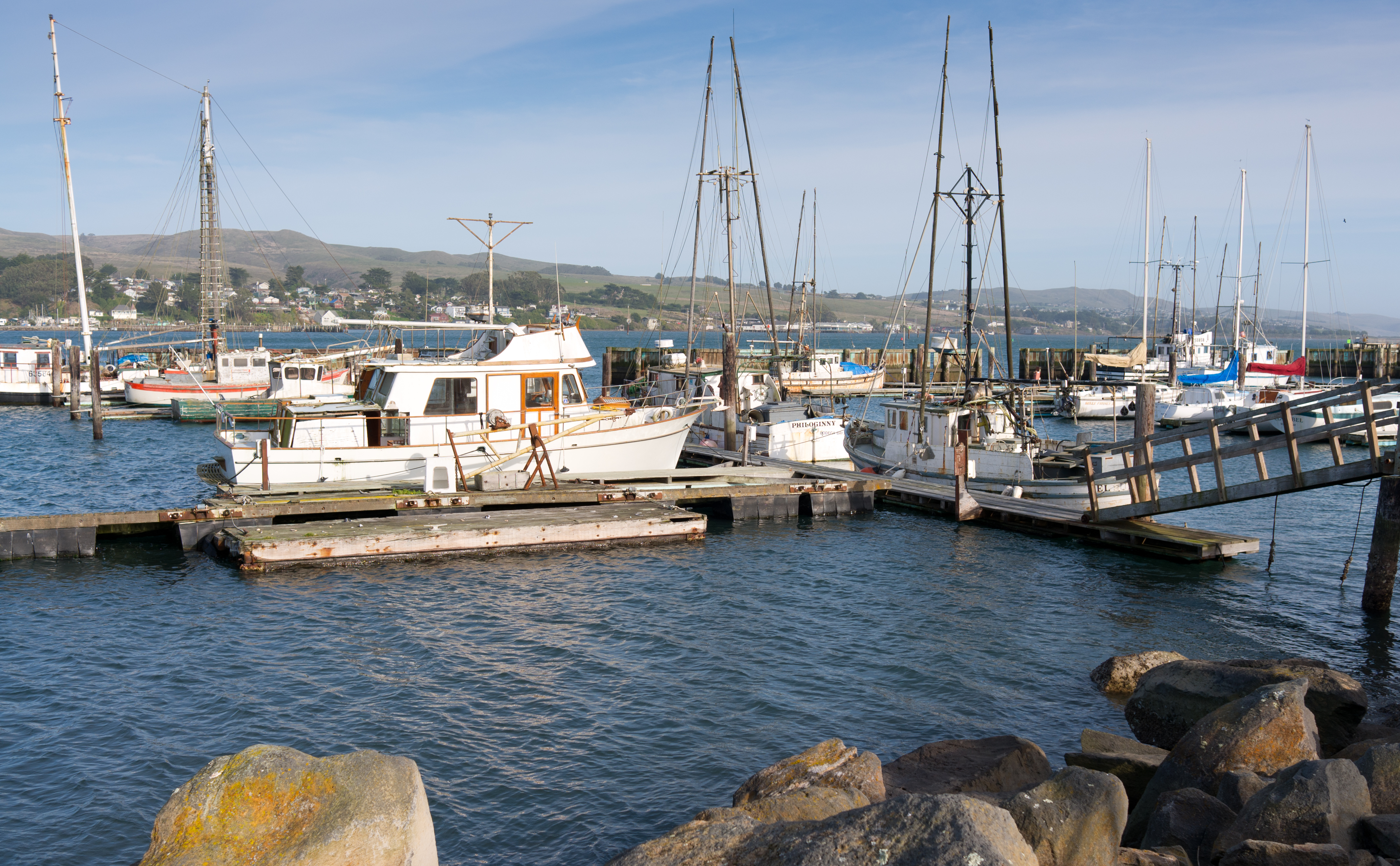
Fischerboote in Bodega Harbor

Der Bodega Harbor ist ein kleiner, flacher, natürlicher Hafen an der Pazifikküste im nördlichen Teil des US-Bundesstaates Kalifornien ungefähr 64 Kilometer nordwestlich von San Francisco. Der Hafen ist ungefähr fünf Quadratkilometer groß. 
 Der Hafen liegt im Sonoma County an der östlichen Seite des Bodega Heads und wird vom Hauptteil der Bodega Bay im Süden durch eine schmale Landzunge beschützt. Das Dorf Bodega Bay liegt entlang der östlichen Seite des Hafens. Der Hafen wurde von einer Landsenke der San-Andreas-Verwerfung geformt. 
Südwestlich des Bodega Harbors befindet sich das Bodega Marine Lab der University of California im Horseshoe Cove. Der Bodega Harbor ist ein guter Platz für den Zugang zur Cordell Bank, zur Tomales Bay und zu den Farallon-Inseln. Die University of California behält die meeresbiologische Studie im Watt entlang der südwestlichen Ecke des Hafens bei. 

## Geschichte
Campbell Cove nahe dem Eingang zum Hafen von der Bodega Bay wird manchmal als mögliche Landungsstelle von Francis Drake an der Küste von Nordamerika 1579 erwähnt. Die Stelle kann nicht als voraussichtlicher Kandidat von den meisten Historikern betrachtet werden. Siehe auch: Drakes Estero, Bolinas Lagoon
Der Hafen wurde von 1811 bis in die 1840er Jahre von den Russen für Pelzhandel in Nordamerika benutzt. Der Hafen und der Ort waren in erster Linie Schauplatz von Alfred Hitchcocks Film Die Vögel von 1962. Mehrere Szenen wurde mit Wasserfahrzeugen auf dem Hafen gedreht.

## Heutige Nutzung
Der natürliche Hafen beherbergt zwei Jachthäfen, ein Schiff, zwei Fischereihäfen, einen Campingplatz und mehrere Küstenrestaurants. In erster Linie dient er jedoch der Erholung (z. B. Wind- und Kitesurfen). Der innere Hafen ist flach, führt kein Wasser bei Ebbe und bis zu 1,8 m bei Flut.